# Volta a Castella i Lleó 2015
La Volta a Castella i Lleó 2015, 30a edició de la Volta a Castella i Lleó, es disputà entre el 17 i el 19 d'abril de 2015, sobre un total de 534,6 km, repartits entre tres etapes. La cursa formà part del calendari de l'UCI Europa Tour 2015, amb una categoria 2.1.
El vencedor final fou el francès Pierre Rolland (Team Europcar) gràcies a la victòria aconseguida en la darrera etapa. El van acompanyar al podi Beñat Intxausti i Igor Antón, ambdós de l'equip Movistar Team. Rolland també guanyà la combinada.
En les altres classificacions secundàries Garikoitz Bravo (Murias Taldea) guanyà la classificació de la muntanya, Peio Bilbao (Caja Rural-Seguros RGA) la dels punts i el Movistar Team la classificació per equips.

## Equips
Disset equips prendran part en aquesta edició:
- equips World Tour: Movistar Team
- equips continentals professionals: Caja Rural-Seguros RGA, Colombia, Team Europcar
- equips continentals: Burgos-BH, Murias Taldea, Efapel, Inteja-MMR, De Rijke, Lokosphinx, MG.Kvis-Vega, Rad-net Rose, Rádio Popular-Boavista, Skydive Dubai, Tavira, W52-Quinta da Lixa
- equips nacionals: Espanya

## Etapes
| Etapa    | Data       | Recorregut                |                         | Km    | Vencedor d'etapa     | Líder de la general  | Ref.  |
| -------- | ---------- | ------------------------- | ----------------------- | ----- | -------------------- | -------------------- | ----- |
| 1a etapa | 17 d'abril | Àvila - Alba de Tormes    | Etapa de mitja muntanya | 147,4 | Peio Bilbao (ESP)    | Peio Bilbao (ESP)    | [ 2 ] |
| 2a etapa | 18 d'abril | Guarda - Fuentes de Oñoro | Etapa de muntanya       | 208,0 | Sergey Shilov (RUS)  | Carlos Barbero (ESP) | [ 3 ] |
| 3a etapa | 19 d'abril | Zamora - Alt de Lubián    | Etapa de muntanya       | 179,2 | Pierre Rolland (FRA) | Pierre Rolland (FRA) | [ 1 ] |

## Classificació general
|    | Ciclista                | Equip                  | Temps       |
| -- | ----------------------- | ---------------------- | ----------- |
| 1  | Pierre Rolland (FRA)    | Team Europcar          | 13h 18' 36" |
| 2  | Beñat Intxausti (ESP)   | Movistar Team          | + 16"       |
| 3  | Igor Antón (ESP)        | Movistar Team          | + 24"       |
| 4  | Peio Bilbao (ESP)       | Caja Rural-Seguros RGA | + 47"       |
| 5  | Delio Fernández (ESP)   | W52-Quinta da Lixa     | + 57"       |
| 6  | Romain Sicard (FRA)     | Team Europcar          | + 57"       |
| 7  | Javier Moreno (ESP)     | Movistar Team          | + 1' 07"    |
| 8  | Rodolfo Torres (COL)    | Colombia               | + 1' 27"    |
| 9  | Alejandro Marque (ESP)  | Efapel                 | + 1' 39"    |
| 10 | Francisco Mancebo (ESP) | Skydive Dubai          | + 1' 49"    |